# デンマークのノルマン朝イングランド侵攻
デンマークのノルマン朝イングランド侵攻（デンマークのノルマンちょうイングランドしんこう）では、ノルマン・コンクェストにより成立したノルマン朝イングランド王国に対してデンマーク王国が侵攻した11世紀後半の戦争について述べる。
最初の侵攻は1069年から1070年にかけて行われ、イングランドの反ノルマン朝勢力と手を組んだデーン人がヨークやイーリーを攻略したが、ノルマン朝のイングランド王ウィリアム1世に買収され退去した。1075年に実施された2回目の侵攻はより大規模で、反乱を起こしたイングランド諸侯勢力を支援するためリンカンシャー沿岸やヨークを蹂躙した。しかし上陸前にイングランド国内の反乱がすでに鎮圧されていたこともあり、まもなく撤退した。加えて3回目の侵攻が1085年に計画され、デーン人、フランドル人、ノルウェー人の大船団がデンマークに集結したが、イングランドに出発することなく終わった。
いずれの遠征も、大義名分としてはデンマーク王スヴェン2世（在位: 1047年 - 1076年）が叔父クヌーズ1世（大王）のイングランド王位獲得を根拠として主張していたイングランド王位請求権を掲げており、彼以降のデンマーク王も史料によっては13世紀までイングランド王位を要求し続けた。ただ実際に11世紀後半に行われた2回の遠征では、デーン人の遠征軍はスヴェン2世のイングランド王位獲得を本気で目指していたわけではなく、もっぱら略奪が目的であった。

## 背景

11世紀半ばのイングランド王家関連系図。太字は実際にイングランド王として即位・統治した人物。スヴェン2世（Sweyn Estridsson of Denmark）は、叔父のクヌーズ1世（Cnut the Great）系統によるイングランド王位の請求権を主張した。

11世紀前半、クヌーズ大王はデンマークやノルウェー、イングランドをも含めた北海帝国を築いた。彼の後を息子ハーデクヌーズがデンマークとイングランドを継いだが、帝国は徐々に崩壊していった。ハーデクヌーズの死後、1042年にエドワード証聖王がイングランド王となった。ブレーメンのアダムの記録によると、エドワードの即位直後にクヌーズ大王の甥、ハーデクヌーズの従兄弟にあたるスヴェン・エストリズソン（後のスヴェン2世）が宮廷を訪ね、エドワードとの間に、エドワード死後にスヴェンが王位を継承する約束を交わしたという。その後スヴェンは、イングランドから離れたデンマークでの戦いに長い時間を費やした。デンマーク王位をめぐってマグヌス1世善王やノルウェー王ハーラル3世苛烈王と争い、1064年にようやく決着した。1066年1月にエドワード証聖王が死去したが、スヴェン2世のイングランド王位請求を支持する者がいないのは明らかであり、エドワード死後のハーラル3世、ハロルド・ゴドウィンソン（ハロルド2世）、ノルマンディー公ギヨーム2世（後のイングランド王ウィリアム1世）によるイングランド継承戦争にも介入を試みなかったようである。13世紀の『ヘイムスクリングラ』によると、イングランド王に即位したハロルド2世の弟トスティが、兄と仲違いして追放され、スヴェン2世に支援を求めてきた。しかしスヴェン2世はこれに応じなかった。またノルマンディー公ギヨーム2世は、イングランド王位を狙うにあたってスヴェン2世のもとへ使節を派遣し、自身の策動について中立を保つ約束を取り付けたという。ただポワチエのギヨームによると、スヴェン2世はヘイスティングズの戦いでギヨーム2世の敵ハロルド2世側に援軍を派遣していたという。最終的にギヨーム2世がイングランド王ウィリアム1世として即位した。まだ彼がイングランド全土を掌握できていない頃の1067年、イングランドの反ウィリアム1世派がスヴェン2世に介入を要請した。スヴェン2世はすぐには行動を起こさなかったものの、ウィリアム1世のノルマン朝体制にとっては明らかな脅威として映っていた。

## 1069年-1070年の侵攻

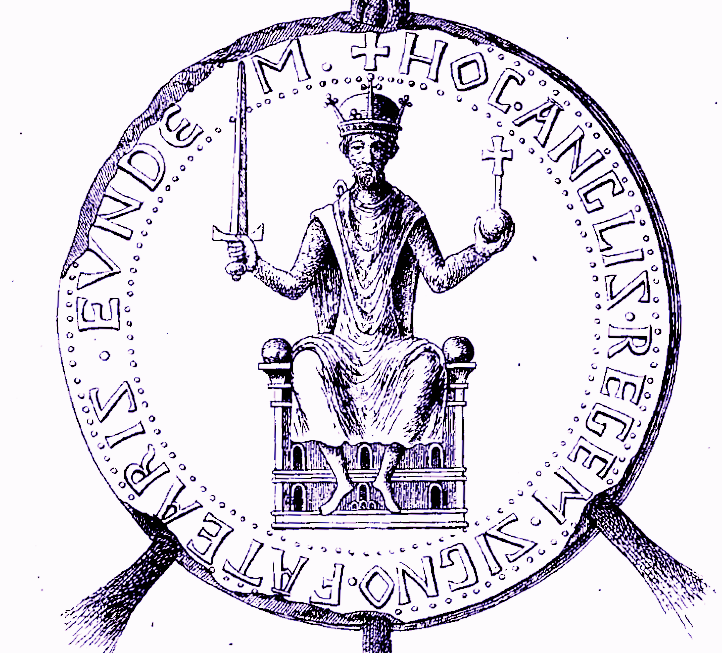
ウィリアム1世の印章

1069年1月、ノーサンブリアで反乱が発生し、ノーサンブリア伯に任じられたばかりだったコミーヌのロベールが数百人の郎党とともに殺害された。反乱を起こしたノーサンブリア人たちはスヴェンに支援を要請した。一方のウィリアム1世もカンタベリーの聖オーガスティン修道院長をデンマークに派遣し、スヴェン2世に介入を思いとどまるよう説得させた。このころ北イングランドでは、スコットランド宮廷に亡命していたイングランド人勢力も反乱に加勢するべく戻ってきていた。しかしウィリアム1世は迅速に軍勢を率いて北上し、ヨークで彼らを破り、すぐまた南イングランドへ帰って行った。
スヴェン2世は最終的にイングランドへ介入することに決め、1069年8月に遠征軍を送り出した。その船数は240隻から300隻にのぼったとされている。遠征軍の中にはデーン人だけでなくノルウェー人、フリースラント人、ザクセン人、ポーランド人、さらにはリトアニア人まで含まれていたといい、全体の指揮は、スヴェン2世の息子ハーラル（後の3世）とクヌーズ（後の4世）、弟のアスビョルンがとることになった。軍勢は北海を横断してケント沿岸に到来し、まずドーバーで、次いでサンドウィッチで上陸を試みたが、いずれも撃退された。イプスウィッチではいったんは上陸に成功したものの、地元の勢力に追い返され船へ逃げ帰った。ノリッジでも同様にうまくかなかった。ハンバー川でようやく上陸し地歩を築くところまで行ったデンマーク軍は、イングランド反乱諸侯のWaltheofやGospatric、王位請求者エドガー・アシリングらと合流した。『アングロサクソン年代記』には、これら反乱貴族には「この国のすべての民がついていた」と書かれており、ヨークシャーが全面蜂起していたことがうかがえる。反乱諸侯とデンマークの連合軍はヨークへ「威勢よく駆け、進軍した」。連合軍はヨークの2つの城に籠っていたノルマン朝側の守備隊と野戦して勝利し、ヨークを制圧した。ディーンの森にいたウィリアム1世は、デンマーク軍の上陸を知って北方へ進軍した。その動きを知ったデーン人はヨークを放棄し、船団へ引き返したり、ハンバー川やエア川、ウーズ川 まで退いて防衛線を築いたりした。ウィリアム1世の軍勢はリンジーのデーン人を掃討し、エア川を強行渡河し、クリスマスまでにヨークを奪還した。クリスマス後、ウィリアム1世らはそのままイングランド北部に展開し、北部の蹂躙と呼ばれる略奪破壊を展開した。デーン人はウィリアム1世と交渉し、多額の貢納金と、自分たちの兵糧を賄うためイングランド東海岸を略奪する権利と引き換えに帰国することに合意し、翌春にイングランドを離れていった。

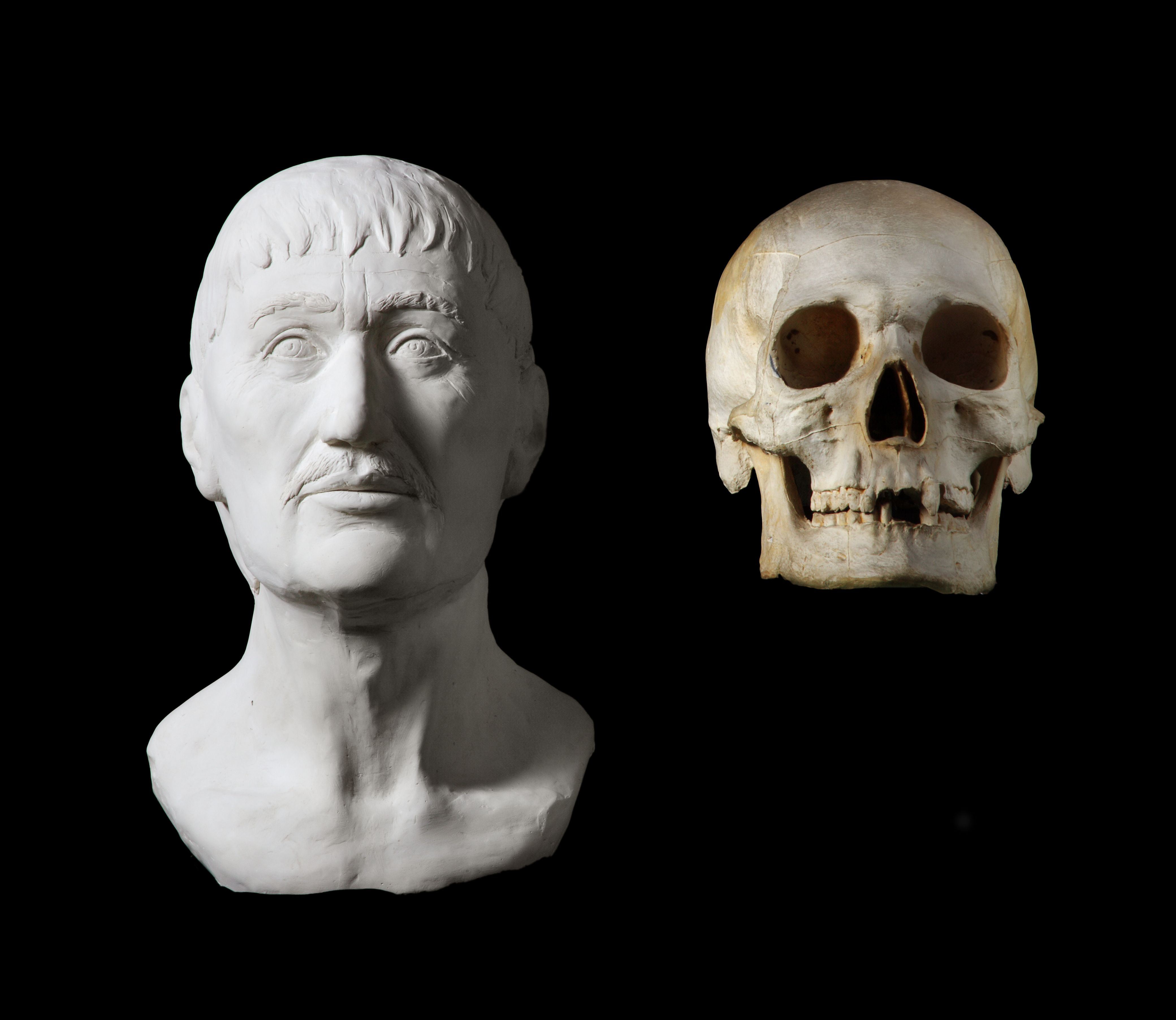
墓から発掘されたスヴェン2世の頭骨（右）と、それをもとに再現された胸像（左）

1070年春、スヴェン2世はみずから遠征艦隊に参加し、ウォッシュ湾 からイーリー島へ進軍した。『アングロサクソン年代記』によれば、「フェンランド全土のイングランド人は、彼ら（デーン人）に会いに行った。彼らが（イングランド）全土を征服しに来たと思っていたのである。」そうしてイーリー島に集まった者の一人がリンカンシャーの従士だったヘリワードで、彼はこのあとに人を集めてピーターバラ大聖堂を襲い略奪した。しかし夏になるとスヴェン2世とウィリアム1世は和平を結んだ。詳しい条件は不明であるが、ウィリアム1世からデーン人への貢納金が積み増しされたことは確実で、結局これを受けてスヴェン2世らはデンマークへ帰って行った。
この後、ハロルド2世の息子であるゴドウィンとエドマンドがスヴェン2世のもとを訪れたとされている。おそらく彼らはイングランド王位をゴドウィン家の手に取り戻すべく支援を募りに来たのであるが、スヴェン2世の直近の行動から見ても、彼が他人のためにまた同様の遠征を行うとは考え難かった。

## 1075年の侵攻
1075年、イースト・アングリア伯と、第2代ヘレフォード伯ブルトゥイユのロジャーの妹のエマの婚礼が行われた。その宴席で、ラルフ、ロジャー、そして1069年に反乱を起こしながらウィリアム1世から恩赦を受けノーサンブリア伯に任じられていたWaltheofの3人が、再びウィリアム1世に背いて反乱を起こす陰謀を企んだ。3人はそれぞれの領地に戻り、デンマーク宮廷へも支援を要請する使者が派遣された。ウィリアム1世がノルマンディーにいる隙をついて3人は蜂起した。しかしウィリアム1世の代理を務めていたカンタベリー大司教ランフランクスと反乱になびかなかった諸侯によって、反乱はさしたる困難もなくすみやかに鎮圧された。デンマークからはスヴェン2世の子クヌーズとハーコンという名の伯が率いる200隻の船団がノーフォークに到来した。しかし反乱諸侯を支援するには遅すぎたことを知ると、デンマーク艦隊は北へ転じてリンカンシャー沿岸を蹂躙し、ヨークを略奪した後、フランドルへと去った。彼らは自身の軍勢が、地元のイングランド人の協力なしには何も成しえないほど小規模であることを自覚していた。

## 1085年–1086年の侵攻計画
1076年にスヴェン2世が没し、息子ハーラル（3世）がデンマーク王位を継いだ。彼が1080年に没すると、弟のクヌーズ（4世）が跡を継いだ。1069年と1075年の遠征を率いた経験があるクヌーズ4世は、再度イングランドを攻めるべく、1085年にフランドル伯ロベール1世やノルウェー王オーラヴ3世と同盟を結んだ。年代記者マームズベリのウィリアムによれば、リムフィヨルドに集結した連合艦隊は、デンマーク船1000隻、フランドル船600隻、ノルウェー船60隻という、以前の遠征より圧倒的に大規模なものになった。対するウィリアム1世はまともな海軍を有しておらず、敵の上陸を阻止する術がなかった。善後策として、ウィリアム1世はブルターニュ、メーヌ、フランス王領から多数の傭兵をかき集め、それをイングランド東海岸のみならず、はるか内陸のウスターなどにも配置した。『アングロサクソン年代記』には「王（ウィリアム1世）は沿岸地域に対し（その地を）焦土とするよう命じた。敵が上陸したときに、すぐ手に入れられるようなものが見当たらないようにするためである」という記述がある。ただこれが実際に行われていたならば確認できるであろう影響が『ドゥームズデイ・ブック』には見当たらないため、ウィリアム1世の焦土作戦の影響はかなり小さかった可能性がある。12世紀のカンタベリーのエルノスによれば、ウィリアム1世は次のデーン人侵攻に備えて様々な対策を講じた。果てには、「侵略者の目を欺くため」として、イングランド人にフランス人の服装、髭型、武装をするよう命じることまでしたという。しかし当のクヌーズ4世の意識は、次第にイングランドから離れ、反乱を起こしそうな弟オーロフ（後の1世）や南の神聖ローマ帝国からの攻撃に向くようになった。1086年春までにウィリアム1世は危機が去ったと判断したらしく、侵略に備えて編成していた軍を解散した。1086年7月、クヌーズ4世がオーデンセ大聖堂で暗殺されたことで、デーン人によるイングランド侵攻の頓挫が決定的となった。おそらくこの一連の危機の影響で、ウィリアム1世は有力諸侯と関係強化したり手持ちの余力を正確に把握したりする重要性を痛感し、前者のためにオールド・サラムで有力諸侯から自分への忠誠式を開催し、また後者のために『ドゥームズデイ・ブック』作成に向けた国勢調査を始めた可能性も考えられるが、明確な因果関係があったか否かについてはすべての歴史家が一致を見ているわけではない。

## その後
以降のデンマーク王も、しばらくイングランド王請求権を手放さず、12世紀を通じてたびたび主張することがあった。ジャンブルーのシゲベルトの『クロニコンあるいはクロノグラフィア』を引き継いだフランドル人著述家によれば、1138年にデンマーク王エーリク3世がイングランドの国境を侵した際にもイングランド王請求権を持ち出したものの、イングランド王スティーヴンに撃退されたという。ただそのような戦いがあったという記録はイングランド側にもデンマーク側にも存在しないため、近現代の歴史家はほぼこの記述を無視している。エドワード・オーギュスト・フリーマンやオースティン・レーン・プール は、同年にスコットランド王デイヴィッド1世がイングランドに侵攻したこと、あるいはその際スコットランド軍にデーン人兵士が参加していたことと混同したのではないかと推測している。またピーター・ソーヤーは、デーン人による攻撃の存在を一切否定している。一方でデーン人侵攻の記述を事実だとして分析を進めた数少ない歴史家としては、Thomas Heebøll-Holmがいる。
1170年代リチャード・フィッツニールは『Dialogus de Scaccario』において、いまだにデンマーク王がイングランド王位請求権を保持し続けていることに言及している。またニューバラのウィリアムは、1193年にフランス王フィリップ2世がデンマーク王女インゲボルグと結婚したのはデンマーク王家が持つイングランド王位請求権を継承する狙いがあったとしている。ただアルドルのランベールによれば、デンマークは1206年になってもイングランド王位請求権を主張し続けていた。1240年、マシュー・パリスが『大年代記』に書いたところによれば、「デーン人が（イングランド）王国を侵略する準備をしているといううわさがイングランドに溢れた」。この噂はおそらく事実無根で、当時のデンマーク王ヴァルデマー2世がそのような遠征のための艦隊を組織していた証拠がない。ただこの噂は、デンマークに関する情報の正確性は二の次として、イングランド王ヘンリー3世が外からの侵略に対し脆弱なのではないかというイングランド人の間に漂う不安を反映したものであった。